# Tillandsia somnians
Espèce
Classification phylogénétique
Tillandsia somnians est une espèce de plantes à fleurs de la famille des Bromeliaceae. C'est une épiphyte.

## Distribution
L'espèce se rencontre dans le sud de l'Équateur et le centre du Pérou.